# Pseudoterpna viridisquama
Pseudoterpna viridisquama är en fjärilsart som beskrevs av Heydemann 1936. Pseudoterpna viridisquama ingår i släktet Pseudoterpna och familjen mätare. Inga underarter finns listade.